# Karen Blixens museum

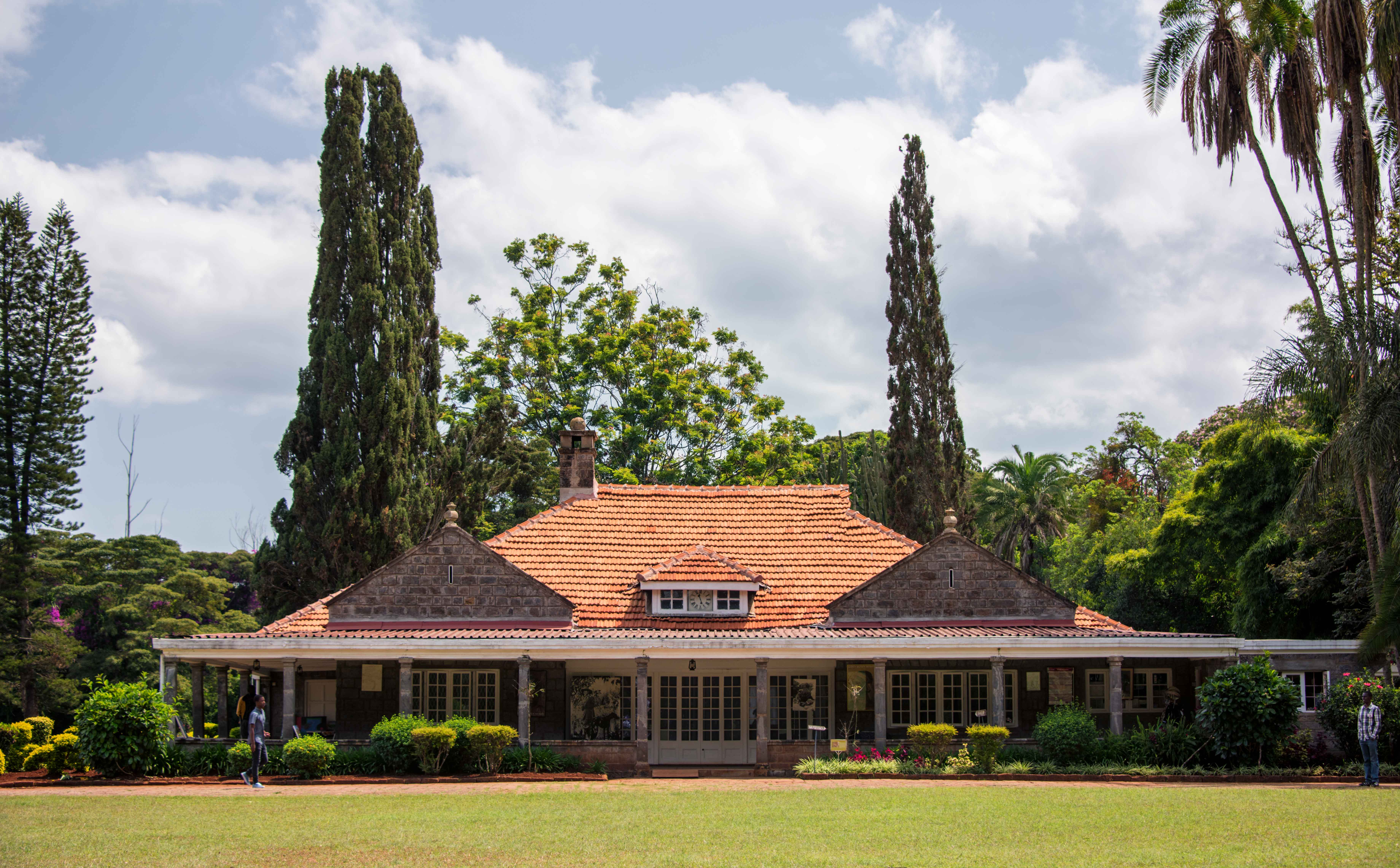
Karen Blixens hus i Kenya.

Karen Blixens museum i Nairobiförstaden Karen i Kenya är ett museum till minne om den danska författaren Karen Blixen som bodde här mellan 1917 och 1931. Museet drivs av National Museums of Kenya.
Den svenska ingenjören och äventyraren Åke Sjögren anlade den 2 000 hektar stora farmen M'Bogani år 1912. M'Bogani köptes av bolaget Karen Coffee Company Ltd, vars ordförande var Karen Blixens morbror Aage Westenholz, år 1913. Karen och Bror von Blixen-Finecke flyttade dit år 1917 efter att ha bott fyra år på farmen M'Bagathi. Området är idag en förstad till Nairobi som är uppkallad efter Karen Blixen.
Tre olika familjer bodde på M'Bogani sedan Karen Blixen lämnade farmen år 1931 tills den köptes av danska staten år 1963. Danmark skänkte farmen till Kenya den 12 december samma år i samband med att landet blev självständigt. År 1985, hundra år efter att Karen Blixen föddes, invigdes ett museum i huvudbyggnaden.
Byggnaden har restaurerats och några av rummen har inretts med möbler och tavlor från Karen och Bror von Blixen-Finecke. Delar av  interiören från filmen Mitt Afrika är också utställda. Filmen spelades dock in på M'Bagathi.